# Beredskapspolisen

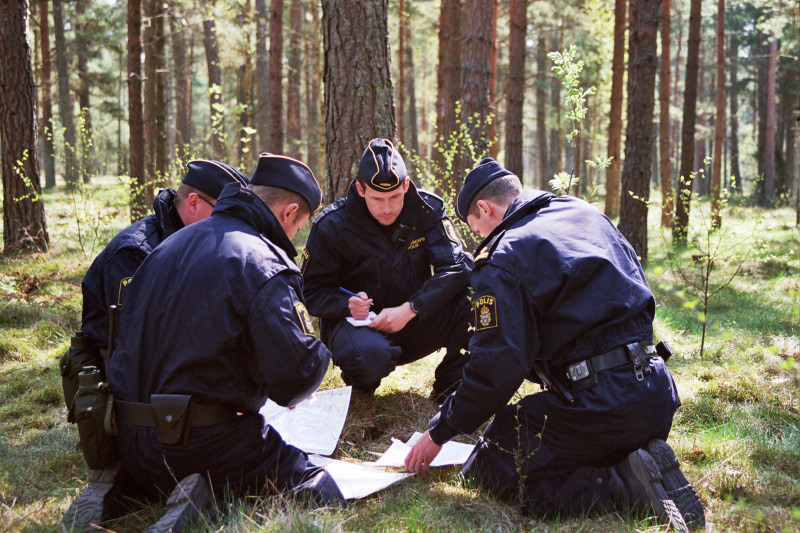
Beredskapspoliser

Beredskapspolisen var en del av den svenska polisen, vilken utgjordes  av civilpliktiga poliser (reservpoliser).
Rikspolisstyrelsen utredde polisens behov av beredskapspoliser 2010. Från och med den 1 oktober 2012 upphörde Beredskapspolisen efter ett regeringsbeslut, eftersom ett polisiärt förstärkningsbehov inte längre ansågs föreligga. Dåvarande rikspolischefen Bengt Svenson ansåg inte heller att beredskapspolisen behövdes i ljuset av planerad ökning av antalet yrkespoliser.
Regeringen meddelade 2023 att de vill återinföra beredskapspolisen. Den ska enligt regeringen och Sverigedemokraterna användas vid allvarliga störningar orsakade av gängbrottslighet och terrorism.

## Uppgift
Beredskapspoliserna var tidigare värnpliktiga med fem veckors efterutbildning vid Polishögskolan, som utgjorde en förstärkning av polismyndigheternas ordinarie personal. De hade också repetitionsövningar vartannat år. Cheferna för varje grupp på åtta personer var yrkespoliser med ledarskapsutbildning. Beredskapspoliser som hade ingått avtal med Rikspolisstyrelsen om tjänstgöring kunde kallas in vid inträffade eller riskerade allvarliga störningar på samhället från ordnings- eller säkerhetssynpunkt. Beredskapspolisen tillhörde organisatoriskt Rikspolisstyrelsen, men utbildning och utrustning finansierades av Myndigheten för samhällsskydd och beredskap. De var civilpliktiga i krigstid och anställda under fredstid.
Antalet beredskapspoliser var 2012 1 500, att jämföra med omkring 20 000 yrkespoliser.
Utöver Allmänna beredskapspolisen fanns även Särskilda beredskapspolisen, som inrättades 1996. Denna senare hade bättre utrustning och längre utbildning. Den användes vid ett fåtal tillfällen, som för att bevaka byggnader efter den 11 september 2001 och undsätta människor efter orkanen Gudrun 2005. Från och med våren 2009 avvecklades Allmänna beredskapspolisen, och Särskilda beredskapspolisen kom istället att heta bara Beredskapspolisen.
Beredskapspoliser hade samma befogenheter och skyldigheter som ordinarie polismän. De var inte tänkta att arbeta med "vanligt" polisarbete, utan skulle avlasta den ordinarie polisen med till exempel avspärrning, bevakning och befolkningsskydd. Liksom yrkespoliser var beredskapspoliser tvungna att ingripa om de fick kännedom om ett brott när de var i tjänst. De rekryterades framför allt från tidigare militärpoliser och jägarsoldater.

## Utrustning
Beredskapspoliser hade samma uniform som yrkespoliser, men med ett annat emblem och med ordet "Beredskapspolis" i stället för "polis" på uniformen. De var beväpnade med sådana Sig Sauer-pistoler som vanlig polis har och med den polisiära varianten av svenska arméns automatkarbin 5, benämnd CGA5P. De senare förstördes efter nedläggningen av beredskapspolisen.

## Insatser av beredskapspolis
Beredskapspolisen användes i begränsad utsträckning. Den sista gången ett större antal beredskapspoliser inkallades var 2005 i  Småland i samband med Orkanen Gudrun
Beredskapspolisen genomförde under repetitions- samt grundutbildningstiden förar- och nykterhetskontroller. Totalt genomförde man 39 729 alkoholutandningsprov i trafiken åren 2006–2007